# Société des régates messines
La Société des régates messines est un club fondé en 1861 à Metz ayant pour objet la pratique de l’aviron et pour objectif l’accès de tous à la pratique des activités physiques et sportives. Sa création marque le premier événement culturel et sportif de Lorraine et permet l’extension de tous les autres clubs locaux.
L'association, régie par la loi de 1908, modifiée par la loi du 1er août 2003, est située 2 quai des Régates à Metz.

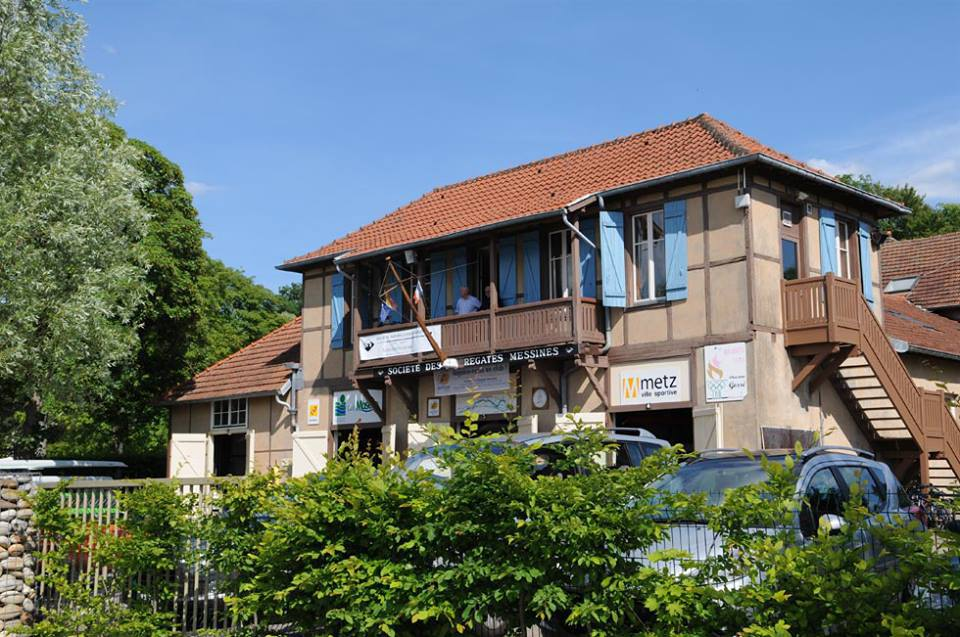
Bâtiment accueillant le club de la Société des régates messines

## Histoire

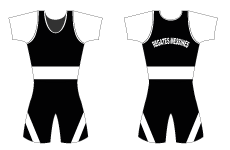
Combinaison SR Metz

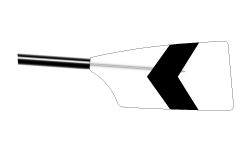
Palette SR Metz

### De la naissance en 1861 à 1870
Fondée le 13 septembre 1861 sous Napoléon III, la Société des Régates Messines (la SRM pour les initiés) a dès son origine installé ses locaux aux pieds de l'enceinte fortifiée de la ville, comme pour mieux marquer son attachement à la cité et à la France. Vauban l'avait déjà souligné : "Les autres places fortes du royaume protègent la province, mais METZ protège la France". La SRM est la première société sportive messine avec la Société de tir créée la même année.
Metz n'est pas la première ville à accueillir un club d'aviron, le premier fut fondé au Havre en 1838 (la Société des Régates du Havres) d'autres suivront à Saint-Valérie dans la Somme, puis à Rouen, Paris, Lyon, Reims et Dieppe. Alors que de l'autre côté de la Manche, l'année 1829 a vu pour la première fois les universités d'Oxford et Cambridge s'affronter en huit barré sur la Tamise.
Le premier président fut alors Emile Bouchotte qui le restera jusqu'en 1868 et le secrétaire O. Châtel. Parmi les membres fondateurs, il y avait : Bastien, Chenot, Dulrot, Favotier, Fresnay, Gendarme, Jacquenot, Longeau, Mlardot, Pramentier, Perpignant, Pichon, Vetter, Werronnais et Wever.
À l'image des couleurs de la Société, chevron noir sur fond blanc - celles de la ville de Metz - la vie de la SRM a été fortement marquée comme celle de tout alsacien-lorrain, par le sceau de l'histoire. Périodes sombres et périodes fastes alterneront tout au long de son premier siècle d'existence. 
À l'origine, la SRM rassemble essentiellement de jeunes bourgeois suffisamment riches pour acheter une embarcation et courir des bordées le long de la Moselle. Près de cent membres cotisent alors à la Société pour un montant de 10 francs qui sera porté à 10 Mark en 1904. Certains obtiennent des droits de garage et c'est ainsi que plus de quarante bateaux seront présents dans le parc. Déjà à cette époque le canotier hésite alors entre la course et la randonnée.
De nombreux champions ont écrit les pages glorieuses du club en noir et blanc aux couleurs de la ville de Metz. Christine Gossé, dont le père André Gossé était le président d'un autre club lorrain (le Cercle nautique de Haute-Moselle à Pont-Saint-Vincent), est médaillée de bronze en 2 de pointe sans barreur aux jeux olympiques d’Atlanta en 1996.
En 2007, après une période en demi-teinte, les Régates messines reviennent au plus haut niveau en remportant 3 titres de champions de France sur un même championnat : 4 barré cadettes, 4 sans barreur cadets et 4 barré junior. 
Cela entraîne la sélection de deux rameurs juniors en équipe de France : Benjamin Nosal et Silvère Barde. Concourant en 4 barré lors des championnats du monde à Pékin en 2007, ils obtiennent la médaille d'argent.
Les rameurs et rameuses de Metz aux championnats du monde deviennent une valeur sûre. En 2008, Simon Leguil et Frédéric Nosal sont déjà remplaçants de l'équipe de France junior. 
En 2009, sur le bassin français du lac du Causse Corrézien à Brive-la-Gaillarde, Simon Leguil est demi-finaliste en 4 de couple homme.
En 2011, la Société des régates messines a fêté ses 150 ans d'existence, elle a, grâce aux dons de ses sociétaires, pu acheter un 8 empacher.

## Le Palmarès International des Régates Messines

### Jeux Olympiques
Médaille de Bronze en 1996 à Atlanta : Christine Gossé en 2- associée à Hélène Cortin du club de Dunkerque.

### Championnats du monde séniors
Médaille d'Argent en 1990 pour José Oyarzabal en 4- PL.
Médaille d'Argent en 1991 pour José Oyarzabal en 8+ PL.
Médaille de Bronze en 1992 pour José Oyarzabal en 4- PL.
Médaille d'Or en 1993 pour Christine Gossé en 2-.
Médaille d'Or en 1994 pour Christine Gossé en 2-.
Médaille de Bronze en 1995 pour Christine Gossé en 2-.

### Championnats du monde juniors
Médaille d'Argent en 1988 pour José Oyarzabal en 8+.
Médaille d'Or en 1999 pour Amélie Bouvy en 2-.
Médaille d'Argent en 2007 pour Benjamin Nosal et Silvère Barde en 4+.
Remplaçants pointé de l’équipe de France junior en 2008 pour Simon LEGUIL et Frédéric NOSAL.
Participation aux championnats du monde junior en 2009 en 4x pour Simon LEGUIL.

### Championnats d'Europe espoirs
Médaille d'Or en 1995 pour Ludovic Kaminski en 8+ junior.

### Universiades
Médaille d'Or en 1993 pour José Oyarzabal en 4- séniors PL.

### Championnat d'Angleterre
Médaille d'Or en 1987 pour Dominique Nosal et Suzanne Chamberlain en 2x séniores.

### Match France / Grande-Bretagne
Médaille d'Or en 2007 pour Florent Perrin, Frédéric Nosal, Simon Leguil et Jean-François Maffert en 4- cadets.
Médaille d'Or en 2007 pour Caroline Kowalewicz, Marie-Lorraine Michot, Maeva Wagner et Roxane Lauro-Nguyen en 4+ cadettes.

## Le Palmarès National des Régates Messines
Depuis 1950, les rameuses et rameurs messins n'ont eu de cesse de porter les couleurs noire et blanche de la SRM sur les podiums de l'hexagone. Il ne sera relaté dans la présente section que dès bateaux ayant accédé à la grande finale.

### 2011
Championnat de France Universitaire :
Silvère Barde : Champion de France Universitaire en 8+ séniors.
Championnat de France Minimes :
Nouchka Simic-Malnoury, Eva Gallaert, Cécile Schaming, Marine Lallemand, Anne Lorrain Thiriot, Margaux Toussaint, Fanny Megni, Morgane Satori, Bar. Marine Montauzou : Vice-Championnes de France en 8+ minimes.

### 2012
Critérium de France Séniors :
Pierre Legay, Frédéric Nosal, Benjamin Nosal, Amaury Demaretz : 5e en 4x senior.
Championnat de France Universitaire :
Pierre Legay et Amaury Demaretz : Champions de France Universitaire en 4x séniors.

### 2013
Championnat de France Sénior Bateaux longs :
Benjamin Nosal, Frédéric Nosal, Amaury Demaretz, Pierre Legay : 6e en 4x senior.
Critérium de France Séniors :
Benjamin Nosal, Frédéric Nosal, Pierre Legay, Amaury Demaretz : 4e en 4x senior.
Championnat de France Minimes :
Alban Benmouffek, Jules Waeckerlé, Thomas Gaggioli, Thibault Robert : 6e en 4x+ minimes.
Thomas Guerbert, Noé Seger : Vice-Champions de France en 2x minimes.

### 2014
Championnat de France Universitaire :
Frédéric Nosal : Champion de France Universitaire en 4+ séniors.
Pierre Legay : Vice-champion de France Universitaire en 8+ séniors.
Coralie Mangin, Charlène Bordoz, Clara Megni : 4èmes en 8+ séniores.
Championnat de France Cadets :
Clément Gabriel, Noé Seger, Thomas Guerbert, Florian Huysentruyt, Thomas Gaggioli, Louis Fiack, Alban Benmouffek, Sebastien Daubin, bar. Camille Legrand : Vice-Champions de France en 8+- Cadets.

### 2018
Championnat de France Senior Sprint :
Benjamin NoSAL et Frédéric Nosal : Champions de France en 2- séniors.

## Classement National du Club
La Société des régates messines entre chaque année dans le classement national édité par la fédération française des sociétés d'aviron.
En 2013 le classement du club était :
- 40e au classement général[1]
- 41e au classement masculin[2]
- 49e au classement féminin[3]
- 16e au classement des jeunes[4]

En 2010 le classement du club était :
- 11e au classement général[5]
- 34e au classement masculin[6]
- 3e au classement féminin[7]
- 7e au classement des jeunes[8]

En 2009 le classement du club était :
- 9e au classement général[9]
- 15e au classement masculin[10]
- 2e au classement féminin[11]
- 1er au classement des jeunes[12]

En 2008 le classement du club était :
- 8e au classement général[13]
- 15e au classement masculin[14]
- 4e au classement féminin[15]
- 7e au classement des jeunes[16]